# 謝昀杉
謝昀杉（1990年5月5日—），藝名叮当、小叮噹，別名謝冰鈺，籍贯北京，先後在電視劇和電影中扮演過重要角色。2009級北京電影學院表演系本科畢業。

## 参演作品

### 電影
- 1996年：《豆丁奇遇記》
- 1997年：《幸運組合》
- 2005年：《心急吃不了熱豆腐》飾演劉小好
- 2018年：《新殭屍先生2》飾演文才
- 2019年：《降龍神掌蘇乞兒》飾演蘇燦

### 電視劇
- 1995年:
  - 《我是一個兵》
  - 《辦案四人組》
  - 《明天的希望》飾演劉伯承之子劉太行
- 1996年：
  - 《浮生》申軍誼和左翎"夫婦"的兒子
- 1997年： 
  - 《能不離最好別離》
- 1998年：
  - 《家裏家外》	　
  - 《女巡案》飾演文小寶
  - 《花木蘭新編》飾演花天賜
  - 《歡喜人家》
  - 《歡樂家庭》
- 1999年：
  - 《秋天裏的童話》
  - 《新一剪梅》（亦称《青河絕戀》）飾演小邢正揚
  - 《老竇一家人》
- 2000年： 
  - 《亂世桃花》飾蛋蛋
  - 《霍元甲》飾演鐵頭
  - 《男人四十》
  - 《老爸停步》
- 2001年：	　
  - 《精武英雄》飾霍東覺
  - 《錢王》飾小王熾
  - 《格格要出嫁》飾演十一阿哥（小博穆果爾）
  - 《大醉俠》飾演臭皮蛋
  - 《皇宮寶貝》飾演丁丁
- 2002年：
  - 《五彩戲娃》飾金蛋
  - 《老威速遞X計划》
  - 《一路花香》飾演小石頭
- 2003年：
  - 《小寶貝和大寶貝們》 飾斑點狗
  - 《末代皇妃》飾演零頭兒
  - 《少年大欽差》（亦称《十歲大欽差》）飾演陳文傑
- 2004年：	
  - 《你看見了生命的顏色嗎》飾演陶虹的兒子
- 2005年：
  - 《神雕侠侣》飾演 小楊過
- 2010年：
  - 《红楼梦》飾演 茗烟
- 2014年：
  - 《坐88路车回家》飾演 黃發

### 晚會
- 1997、1998年中央台“六一”兒童節晚會。
- 1997、1999年中央台“三優”晚會。
- 1998年參加中央台春節頒獎晚會（一張選票）。
- 1999年中央台“萬國郵聯”晚會
- 2000年北京台“龍年時空隧道”晚會主持人。
- 2001年東亞地區兒童藝術節晚會主持人（在天壇）
- 2002年北京電視臺六一兒童節晚會主持人、小品、相聲，北京台青少部春節晚會
- 2003年中國中央電視臺春節聯歡晚會
- 2003年中國中央電視臺少兒頻道開播晚會《讓心飛起來》
- 2004年中央電視臺春節聯歡晚會
- 2004年湖南衛視元宵喜樂會
- 2005年中央電視臺春節聯歡晚會
- 2006年 央视元宵晚会《八仙贺岁》
- 2006年4月8日香港电影金像奖颁奖礼

### 小品
- 《我和爸爸换角色》（2003年中國中央電視台春節聯歡晚會）
- 《家长会》（2003年中國中央電視台春節聯歡晚會）
- 《讲故事》（2004年中國中央電視台春節聯歡晚會）
- 《卖拐》（2004年湖南衛視元宵喜樂會）
- 《祝壽》（2005年中國中央電視台春節聯歡晚會）

## 荣获獎項
- 1998年北京故事大賽金獎
- 2000年北京市豐台區十佳少年
- 2001年全國首屆新人藝術大賽北京賽區少年組主持人銅獎
- 2001年全國首屆新人藝術大比賽決賽少年組主持金獎
- 2004年北京相声小品邀请赛表演小品《临时爸爸》获得二等奖和观众最喜爱的节目”奖

### 访谈
- 视频：鲁豫有约－童星小叮当（ Archive.today的存檔，存档日期2013-04-27）
- 20150629《北京客》：小叮当的烦恼，北京电视台青年频道